# Worlds Collide
Worlds Collide je šesti studijski album cello metal sastava Apocalyptice koji je izašao 17. rujna 2007. godine. Na albumu su posebni gosti kao Corey Taylor, Dave Lombardo, Tomoyasu Hotei, Cristina Scabbia, Mats Leven, Till Lindemann.
Album je izdan u 3 verzije - Standard, Deluxe i Japanese. Standardna verzija ima prvih 11 pjesama i nema DVD, dok Deluxe verzija ima 13 pjesama na CD-u i bonus DVD. Japanska verzija sadrži sve kao i Deluxe verzija, s tim što ima jednu dodatnu pjesmu - "Liar".

## Track listing
CD:
1. Worlds Collide
2. Grace (ft. Tomoyasu Hotei)
3. I'm Not Jesus (ft. Corey Taylor)
4. Ion
5. Helden (ft. Till Lindemann)
6. Stroke
7. Last Hope (ft. Dave Lombardo)
8. I Don't Care (ft. Adam Gontier & Mats Leven)
9. Burn
10. SOS - Anything But Love (ft. Cristina Scabbia & Mats Leven)
11. Peace
12. Ural
13. Dreamer

DVD:
1. I'm Not Jesus (video)
2. I'm Not Jesus (making of)
3. Interview
4. Photo Album